# Elydnus pascoei
Elydnus pascoei là một loài bọ cánh cứng trong họ Cerambycidae.